# Niederaussem Kraftværk
Niederaussem Kraftværk (tysk: Kraftwerk Niederaußem) er et tysk brunkul-fyret kraftværk i den nordlige del af byen Bergheim, der ligger i Nordrhein-Westfalen. Værket ejes af RWE. Det består af ni enheder, som blev bygget mellem 1963 og 2003. Det har en samlet kapacitet på 3.864 MW og en nettokapacitet på 3.627 MW.
Ifølge undersøgelsen Dirty Thirty, der er udgivet af Verdensnaturfonden (WWF) i maj 2007, er kraftværket det tredje værste i Europa, hvad angår forholdet mellem energieffektivitet og CO2-udledning.

## Historie

### Begyndelsen
I efteråret 1960 påbegyndtes anlægsarbejdet for enhederne A og B (150 MW). Placeringen blev valgt på grund af muligheden for udvidelser. Der lå tillige en stor forekomst af brunkul sydvest for området (Garzweiler). Før de første enheder stod færdig, begyndte anlægsarbejdet af den første 300 MW enhed. Den stod færdig i sommeren 1965. Mellem 1968 og 1971 blev værket udvidet med yderligere tre enheder, der indeholdte en ny og forbedret teknologi. I 1974 stod to 600 MW-enheder klar, og det medførte at værket samlede kapacitet. I 1974 var den samlede kapacitet på 2.700 megawatt.

### 1990'erne
I midten af 1990'erne var produktionen igen steget. Stigende miljøkrav pressede værket, der i 1986 måtte anlægge et røgrensningsanlæg. I 1988 stod dette anlæg færdigt. Røggasserne ledes ind i anlægget, hvor det renses i en kalkvands-blanding. Den rengjorte - og afkølede - udstødningsgasser varmes op til 75° C og derefter sendt ud via de store skorstene. Ved rensningen produceres gips.

### 1997-
Mellem 1997 og 2002 begyndte et nyt kapitel på kraftværket, idet der blev indviet en ny enhed, der med ny teknologi havde en langt højere virkningsgrad (43 %) end de andre enheder (ned til 31 %). Enheden har kapacitet på 1.012 MW, hvilket gør den til mest moderne brunkul-enhed i verden. RWE har investeret € 1.200 mio. i projektet. Udover den nye enhed med en højde på 172 m, er der bygget verdens næsthøjeste køletårn på 200 m. Med denne udvidelsen blev kraftværket det største og mest moderne kulfyrede kraftværk i verden. Den officielle åbning fandt sted i sommeren 2002, hvor daværende ministerpræsident i Nordrhein-Westfalen Wolfgang Clement og daværende forbundskansler Gerhard Schröder bistod denne.
Siden 21. juli 2006 har RWE brugt € 40 mio. på en pilot-anlæg, der skal udvikle tørreprocessen af rå brunkul. Det er håbet, at den samlede virkningsgrad på brunkul kan øges til 50 %.
Den 9. juni 2006 udbrød der brand i enhed H.